# Sabich

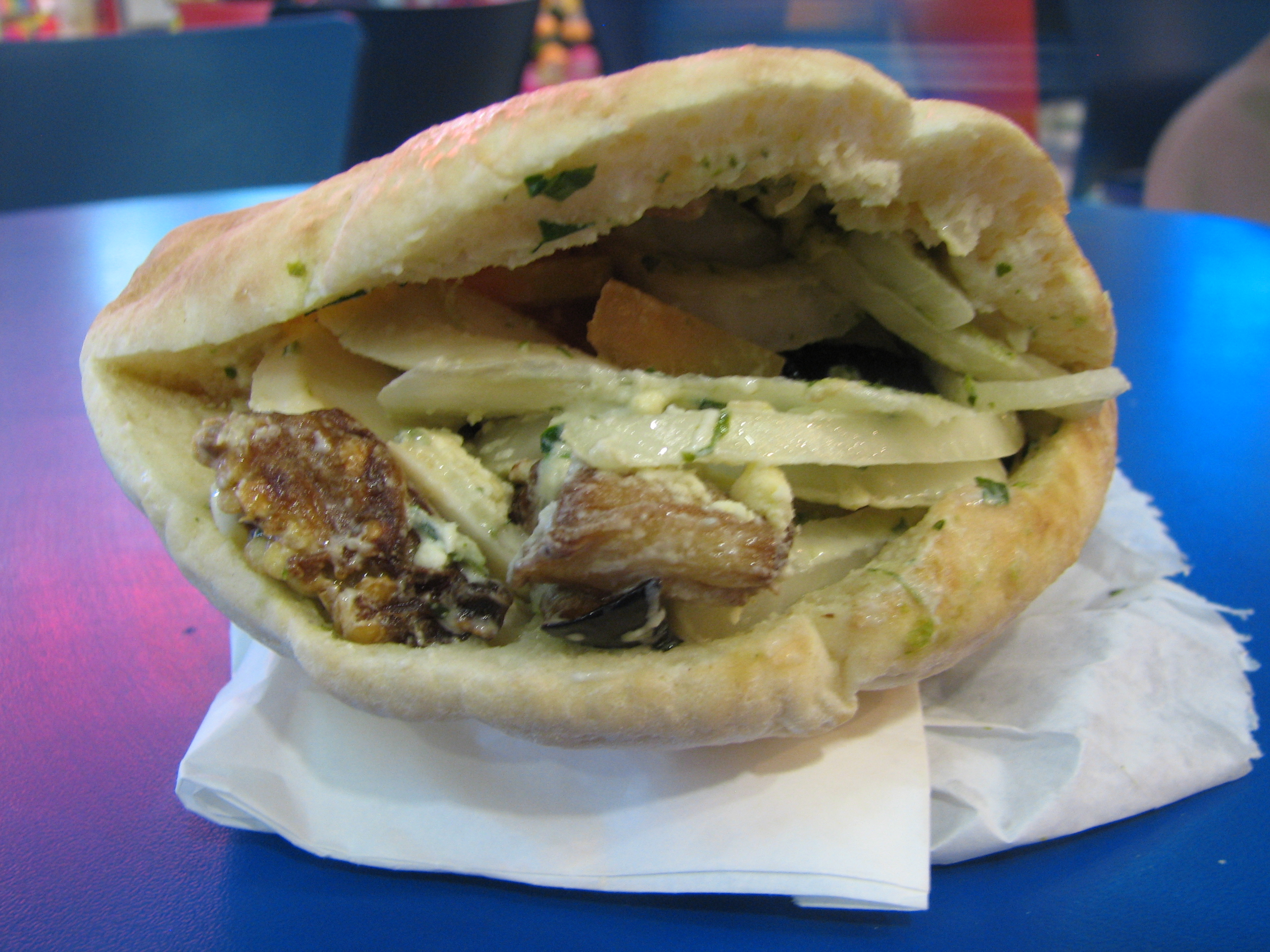
Sabich

Sabich lub Sabih – danie izraelskiej kuchni ulicznej, kanapka z  chleba pita z plastrami grillowanego bakłażana i jajkami gotowanymi na twardo. Innymi dodatkami mogą być np. zhoug, amba (sos z marynowanych owoców mango), siekana sałatka, hummus czy tahini.
Po raz pierwszy danie pojawiło się w Izraelu w latach 50. XX wieku, w miasteczku Ramat Gan. Została tam sprowadzona przez osiedlających się tam Żydów irakijskich. Nazwa potrawy pochodzi, według niektórych źródeł, od arabskiego słowa sabah oznaczającego "poranek", według innych – od nazwiska irakijskiego imigranta, który spopularyzował tę potrawę w Palestynie.